# Polymorphus striatus
Polymorphus striatus är en hakmaskart som först beskrevs av Johann August Ephraim Goeze 1782.  Polymorphus striatus ingår i släktet Polymorphus och familjen Polymorphidae. Inga underarter finns listade i Catalogue of Life.